# Las Vigas, Delstaten Mexiko
Las Vigas är en ort i Mexiko.   Den ligger i kommunen Villa del Carbón och delstaten Mexiko, i den sydöstra delen av landet, 50 km nordväst om huvudstaden Mexico City. Las Vigas ligger 2 870 meter över havet och antalet invånare är 391.
Terrängen runt Las Vigas är lite bergig. Runt Las Vigas är det tätbefolkat, med 308 invånare per kvadratkilometer. Närmaste större samhälle är Veintidós de Febrero, 17,1 km öster om Las Vigas. I omgivningarna runt Las Vigas växer huvudsakligen savannskog.